# دوره کوپرنیکی
دوره کوپرنیکی (انگلیسی: Copernican period) در مقیاس زمانی زمان‌بندی زمین‌شناسی ماه از حدود ۱٫۱ میلیارد سال پیش تا امروز ادامه دارد. پایه دوره کوپرنیکی توسط دهانه‌های برخوردی که دارای سیستم‌های پرتو نوری نابالغ درخشان هستند، تعریف می‌شود. دهانه برخوردی کوپرنیک نمونه بارز دهانه پرتوی است، اما پایه دوره کوپرنیکی را مشخص نمی‌کند.
سیستم کوپرنیک در سمت نزدیک ماه (ویلهلمز، ۱۹۸۷)
سیستم کوپرنیک در سمت دور ماه (ویلهلمز، ۱۹۸۷)
نهشته‌های سن کوپرنیکی عمدتاً با پرتابه دهانه نشان داده می‌شوند، اما ناحیه کوچکی از بازالت تیره‌تر بخشی از (و در نتیجه جوان‌تر از) برخی از پرتوهای دهانه لیختنبرگ کوپرنیک را پوشانده‌است، و بنابراین بازالت به‌عنوان سن کوپرنیکی ترسیم شده‌است.